# Замарстинівський лісопарк
Замарсти́нівський лісопа́рк — лісопарк у Шевченківському районі Львова. Розташований у північній частині міста, в районі вулиць Мазепи і Пилипа Орлика.
Закладений у 1970-х роках. Попередня назва — Парк 60-річчя СРСР. Нинішню назву отримав від Замарстинова, стародавнього передмістя Львова, поблизу якого розташований лісопарк. У минулому лісопарк був південною частиною Брюховицького лісу.
Парк розкинувся на мальовничих пагорбах, які вважаються крайньою південно-східною околицею горбистого пасма Розточчя. Зі сходу парк прилягає до вулиці Пилипа Орлика, на півдні до вулиці Мазепи, на заході до цвинтаря колишнього села Голоско, на півночі до дачного масиву.
Парк створили у зв'язку з будівництвом житлового мікрорайону вздовж вулиці Мазепи (в народі «Топольна»). Були прокладені доріжки, зроблені альтанки, лавки, спортивні майданчики. Тривалий час лісопарк перебував у запущеному стані, але, у 2020-2021 роках нижня частина парку прилегла до вулиці Гетьмана Мазепи була впорядкована. 
У західній частині парку (за школою № 81) розташований невеликий цвинтар, на якому поховані німецькі військовополонені —  жертви другої світової війни.
Зростають дерева: бук, гіркокаштан, граб, береза, дуб, в'яз, гледичія, клен сріблястий, клен гостролистий, ялина, сосна, волоські горіхи, ліщина, магнолія кобус, робінія звичайна, горобина, верба, глід, алича, слива, райська яблуня, тополя, осика, ясен, явір, клен ясенелистий і модрина. А також кущі: пухіроплідники, порічки, аронія, гортензія, бірючина, сніжноягідник, калина і шипшина.У впорядкованій частині парку облаштовані клумби з декоративними трав'янистими багаторічниками, серед яких переважають декоративні трави. Це різноманітні декоративні сорти таких рослин як: Міскантус китайський. пенісетум лисохвостий, імперата циліндрична, осока пальмоподібна, війник гостроквітковий. З 2022 року, завдяки іноземним спонсорам висаджується чимало цибулинних рослин із яскравим цвітінням навесні та на початку літа. Це декоративні сорти таких рослин як: тюльпан, мускарі, цибуля головчаста. 

## Світлини

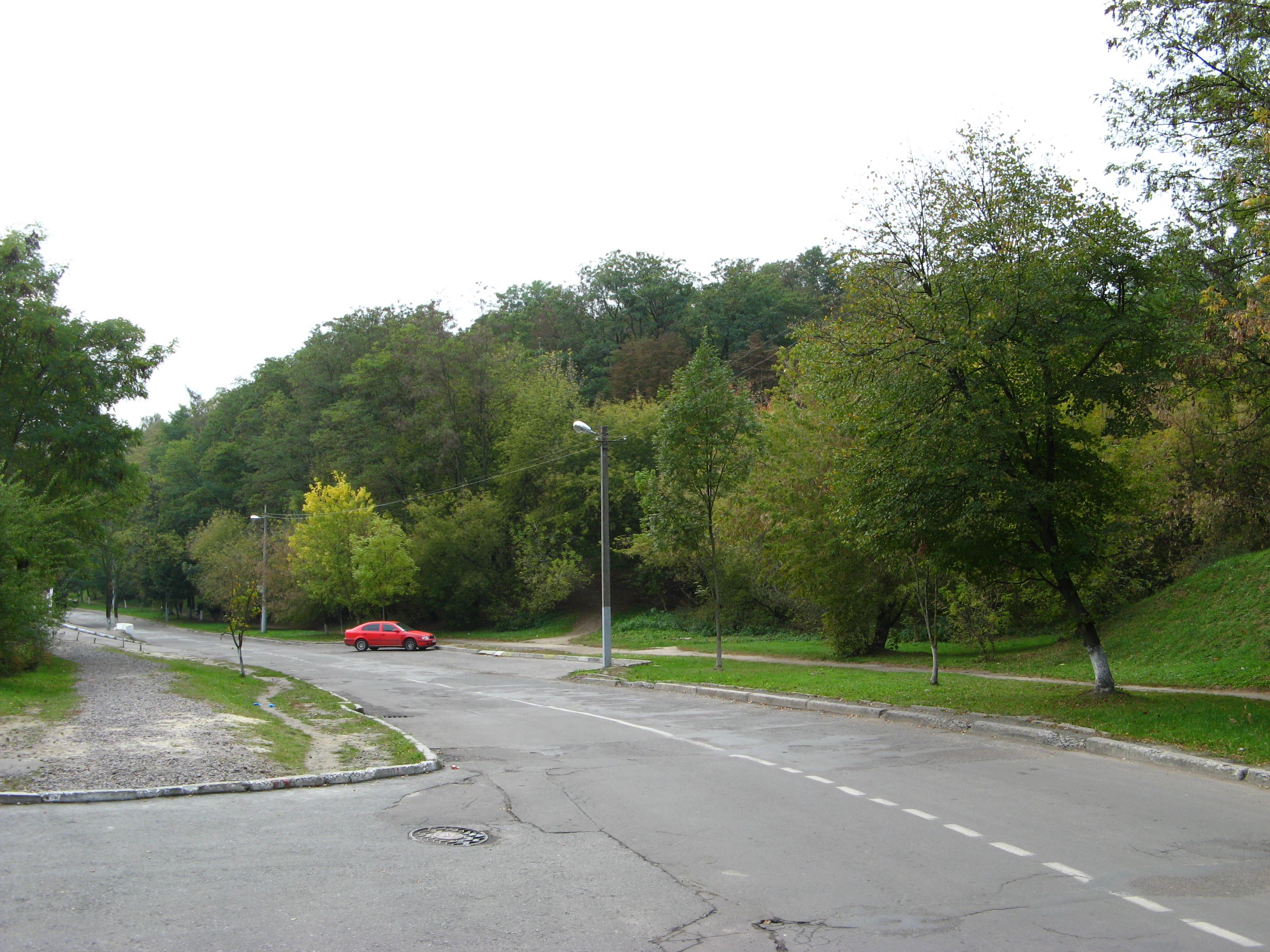
Лісопарк при вулиці Пилипа Орлика
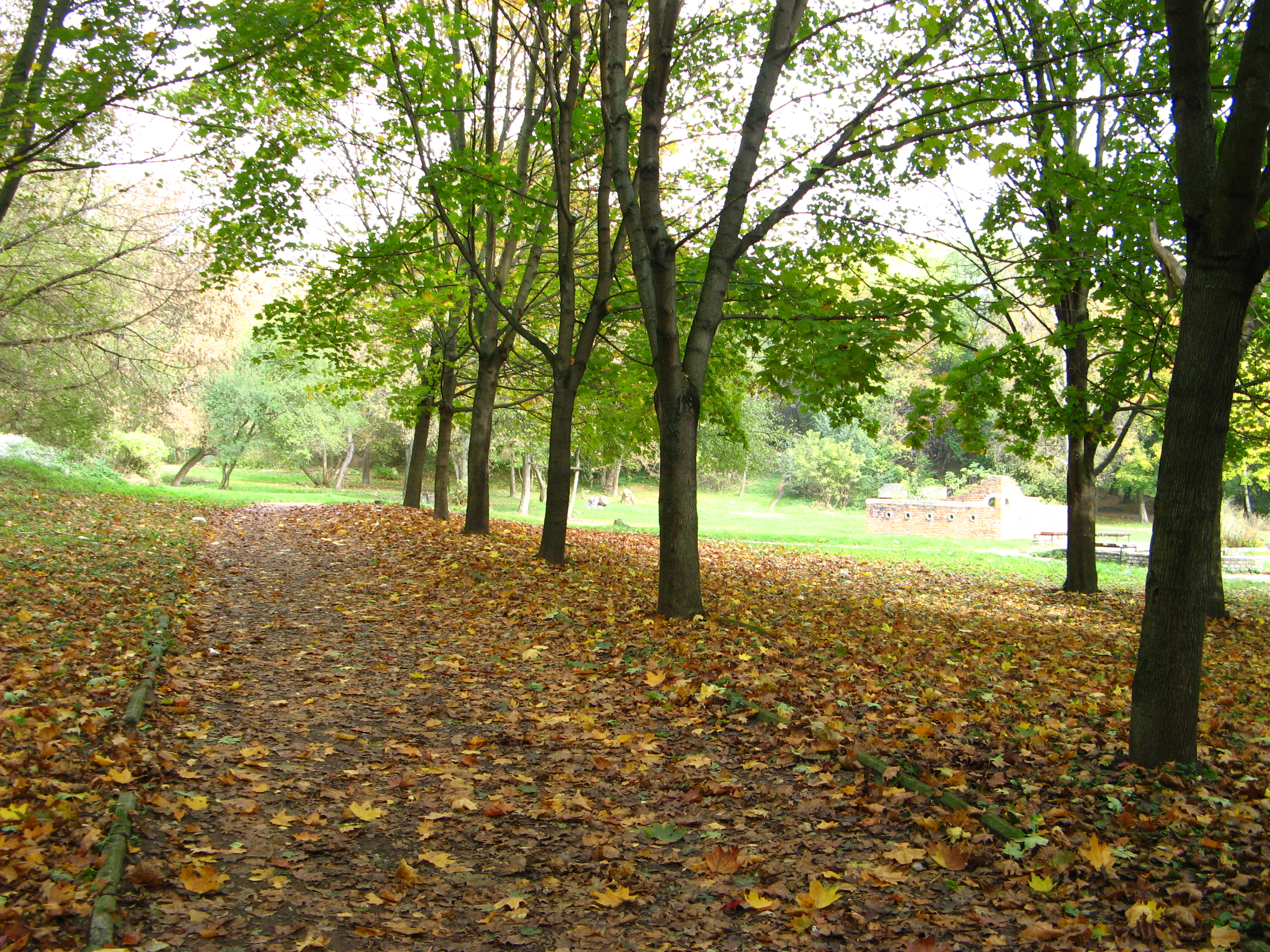
Алея в парку
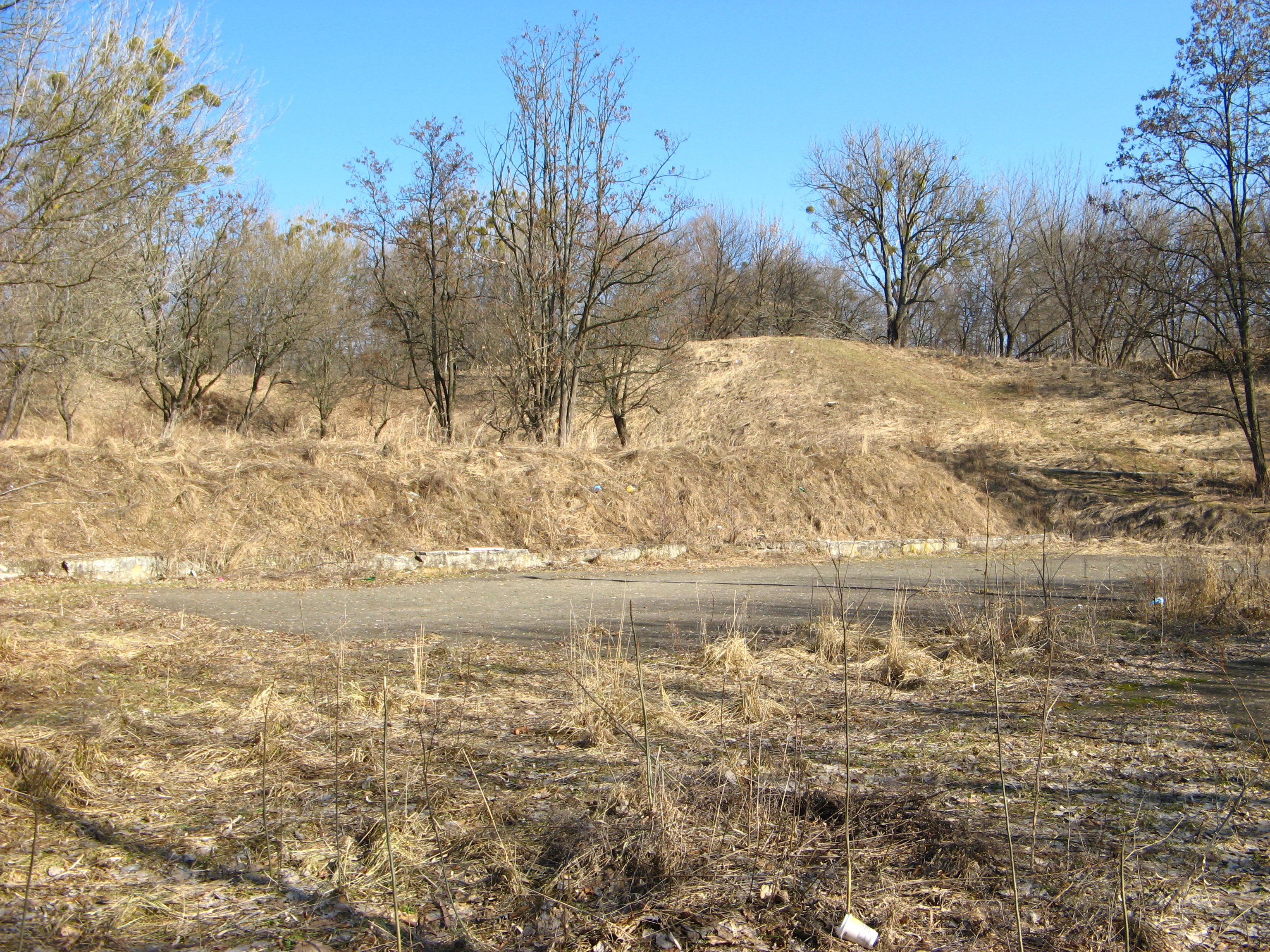
Пагорби в західній частині парку
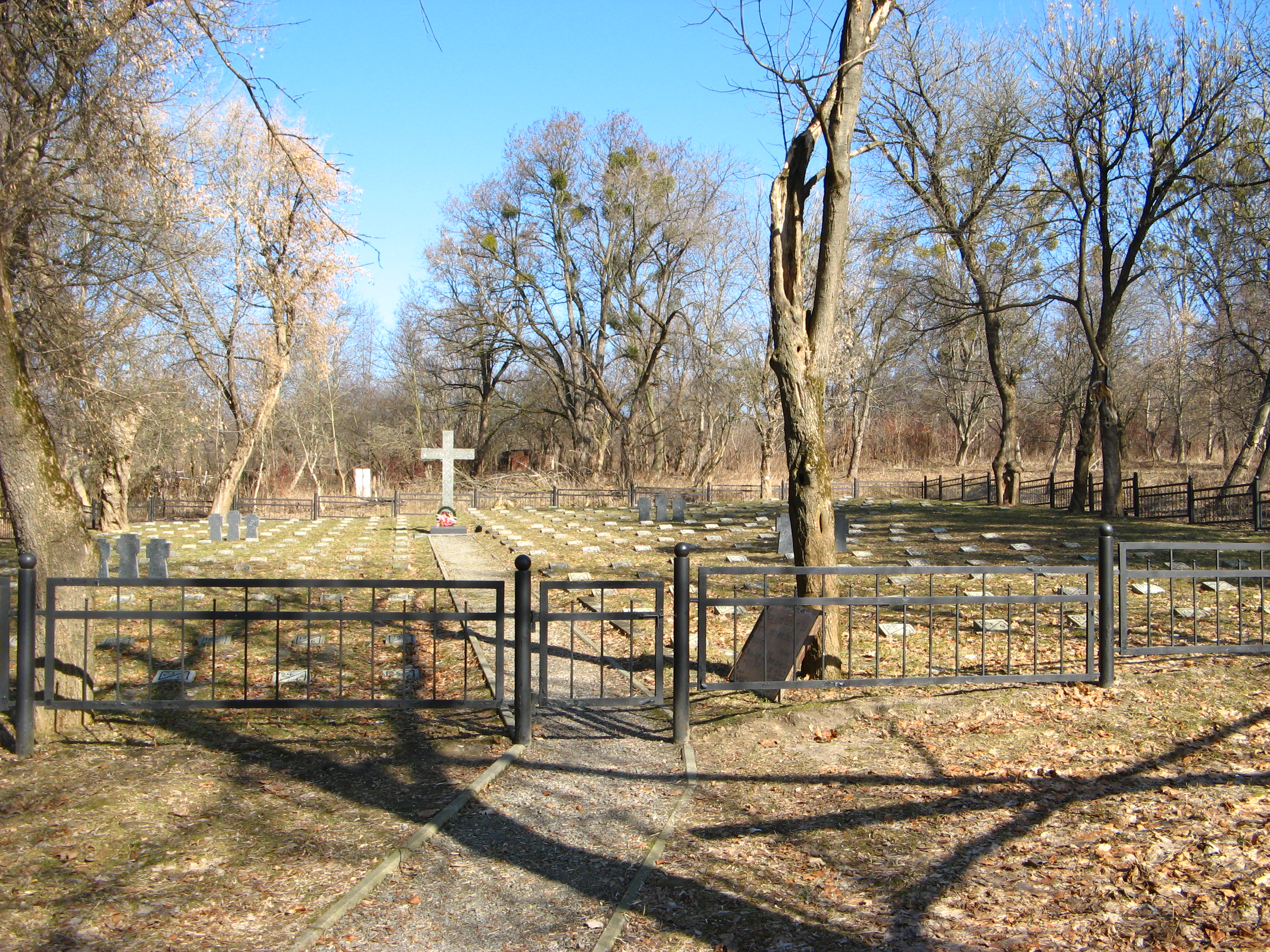
Цвинтар німецьких військовополонених
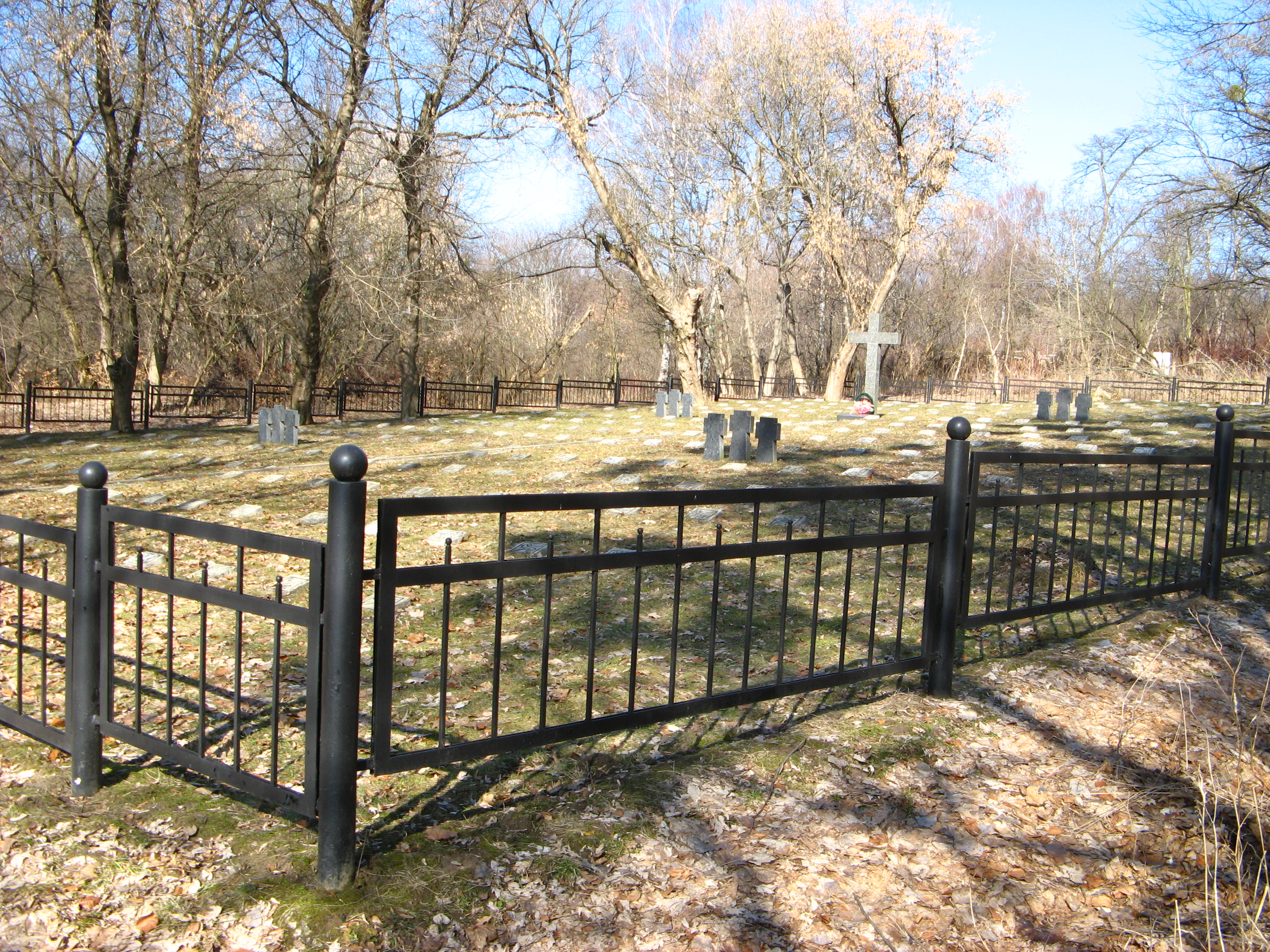
Цвинтар німецьких військовополонених
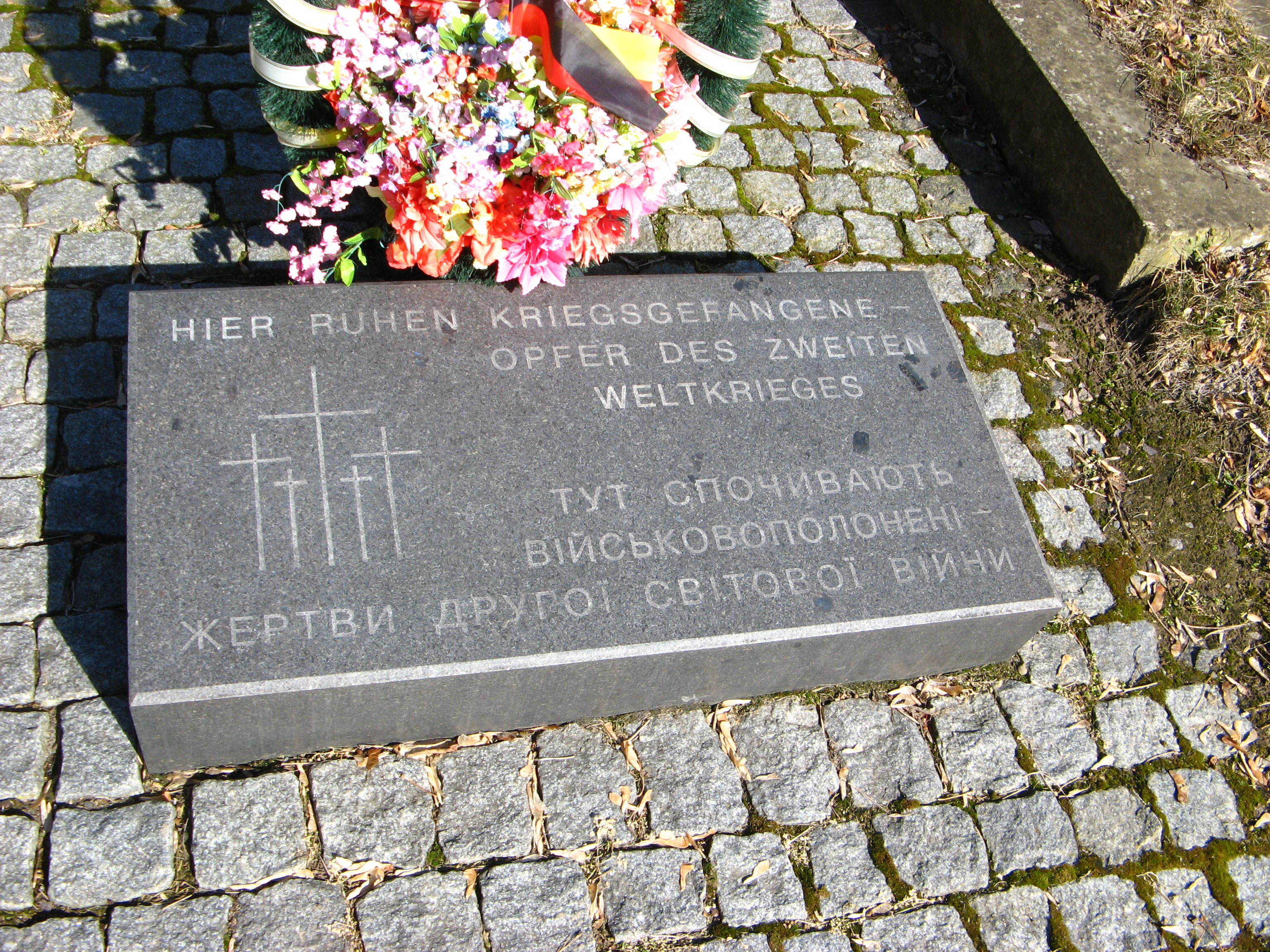
Пам'ятна плита біля хреста на цвинтарі німецьких військовополонених